# Helipuerto de Bridgetown
El Helipuerto de Bridgetown  (en inglés: Bridgetown Heliport) (ICAO: TBPO) se encuentra en la ciudad de Bridgetown, Saint Michael en la isla de Barbados. El helipuerto está situado en las orillas de la bahía de Carlisle aproximadamente 12,9 kilómetros (8,0 millas) del Aeropuerto Internacional Grantley Adams en la vecina parroquia de Christ Church.
El helipuerto era anteriormente gestionado por Bajan Helicopters Ltd. Sus clientes y usuarios incluyen : departamentos gubernamentales, compañías petroleras, líneas navieras, líneas de cruceros, empresas de servicios públicos y evacuaciones médicas de emergencia.
Ocasionalmente los Helicópteros de Bajan han realizado vuelos fletados a otros varios destinos que cubren América del Sur y el Caribe Oriental . Normalmente estos vuelos fueron a las islas de Antigua, Granada, Guadalupe, Martinica, Montserrat, San Cristóbal, Santa Lucía, San Martín y San Vicente.